# District de Shanting
Le district de Shanting ou Shangting (山亭区 ; pinyin : Shāntíng Qū) est une subdivision administrative de la province du Shandong en Chine. Il est placé sous la juridiction de la ville-préfecture de Zaozhuang.